# Jems Geffrard
Jems Geffrard, né le 26 août 1994 à Montréal au Canada, est un footballeur international haïtien. Il joue au poste de défenseur au CS Mont-Royal Outrement en PLSQ.
Il a également joué dans la Ligue canadienne de soccer, la Premier Development League et la United Soccer League.

## Biographie

### En club
Geffrard commence sa carrière en 2011, en signant avec l'Académie de l'Impact de Montréal. Il concourt dans la Ligue canadienne de soccer et la Premier Development League,. En 2016, il signe avec le FC Montréal, au sein de la United Soccer League. Il fait ses débuts le 17 mars 2016, contre le club du Wilmington Hammerheads FC. Lors de sa première saison en USL, il joue huit matchs.
En 2017, Geffrard quitte le Canada pour jouer avec l'Ekenäs IF, en Finlande, en deuxième division. La saison suivante, il joue dans la Veikkausliiga avec le club de Rovaniemen Palloseura. Il quitte ce club après la saison 2018.
Il signe alors en faveur du club américain du Fresno FC. Geffrard fait ses débuts en faveur du Fresno FC le 15 mai 2019, lors d'un match de la US Open Cup, contre le club d'El Farolito.

### International
Au niveau international, Geffrard représente l'équipe nationale de football d'Haïti.
Il fait ses débuts contre le Japon le 10 octobre 2017, lors d'un match amical (3-3).
Il participe ensuite à la Gold Cup 2019. Il joue cinq matchs lors de ce tournoi. Les joueurs haïtiens sont battus en demi-finale par le Mexique.